# Rafael Suvanto
Rafael Suvanto (... – 1940) è stato un astronomo finlandese.
Fu assistente di Yrjö Väisälä. Morì al fronte durante le ultime fasi della Guerra d'inverno.
Il Minor Planet Center gli accredita la scoperta dell'asteroide 1927 Suvanto, dedicatogli postumo, effettuata il 18 marzo 1936.